# Euryblema anatonum
Euryblema anatonum är en orkidéart som först beskrevs av Robert Louis Dressler, och fick sitt nu gällande namn av Robert Louis Dressler. Euryblema anatonum ingår i släktet Euryblema och familjen orkidéer.
Artens utbredningsområde är Panamá. Inga underarter finns listade i Catalogue of Life.